# Medalha Émile Picard
A Fundação Émile-Picard foi estabelecida em 1943 pela madame Picard. A cada seis anos uma medalha de prata é concedida a um matemático da Académie des Sciences, em memória de Charles Émile Picard.

## Laureados
- 1946 Maurice Fréchet
- 1953 Paul Pierre Lévy
- 1959 Henri Cartan
- 1965 Szolem Mandelbrojt
- 1971 Jean-Pierre Serre
- 1977 Alexander Grothendieck
- 1983 André Néron
- 1989 François Bruhat
- 1995 Jean-Pierre Kahane
- 2001 Jacques Dixmier
- 2007 Louis Boutet de Monvel
- 2012 Luc Illusie[1]